# Молин, Юхан Петер
Юхан Петер Молин (швед. Johan Peter Molin; 17 марта 1814[…], Гётеборгс-Кристине, Гётеборг-Бохус — 29 июля 1873, Ваксхольм) — шведский скульптор.

## Биография
Родился в 1814 году в Гётеборге в семье пекаря. Заинтересовавшись ремеслом скульптора, Юхан в 1843 году отправился в Копенгаген, где его учителем стал Герман Биссен, ученик Торвальдсена, а оттуда — в Париж и Рим. В 1847 году одну из скульптур работы Молина купил кронпринц Швеции Карл (будущий король Карл XV), после чего популярность скульптора возросла.
С 1853 года Молин преподавал в Королевской академии художеств в Стокгольме, а в 1855 году возглавил там мастерскую скульптуры. Его учениками были многие шведские скульпторы того периода, такие, как Альфред Нюстрём и Фритьоф Чельберг. Кроме того он преподавал скульптуру сестре короля, принцессе Евении Шведской.
Среди наиболее известных работ скульптора — памятник Карлу XII и так называемый фонтан Молина в Стокгольме, а также скульптура «Единоборцы», экземпляры которой установлены, в частности, в Стокгольме и Гётеборге. 
Скончался Молин в Ваксхольме в 1873 году.

## Галерея

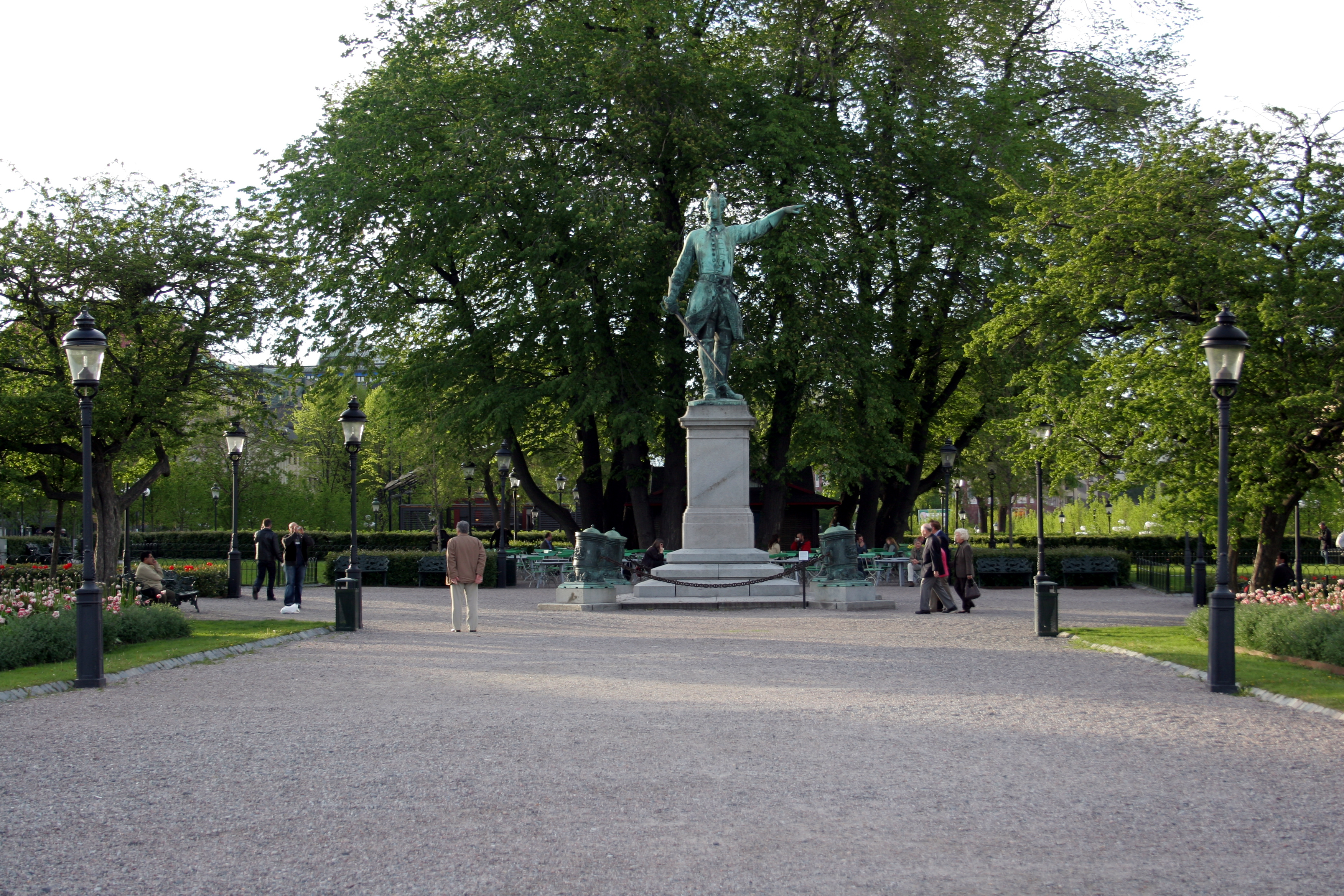
Памятник Карлу XII, Стокгольм
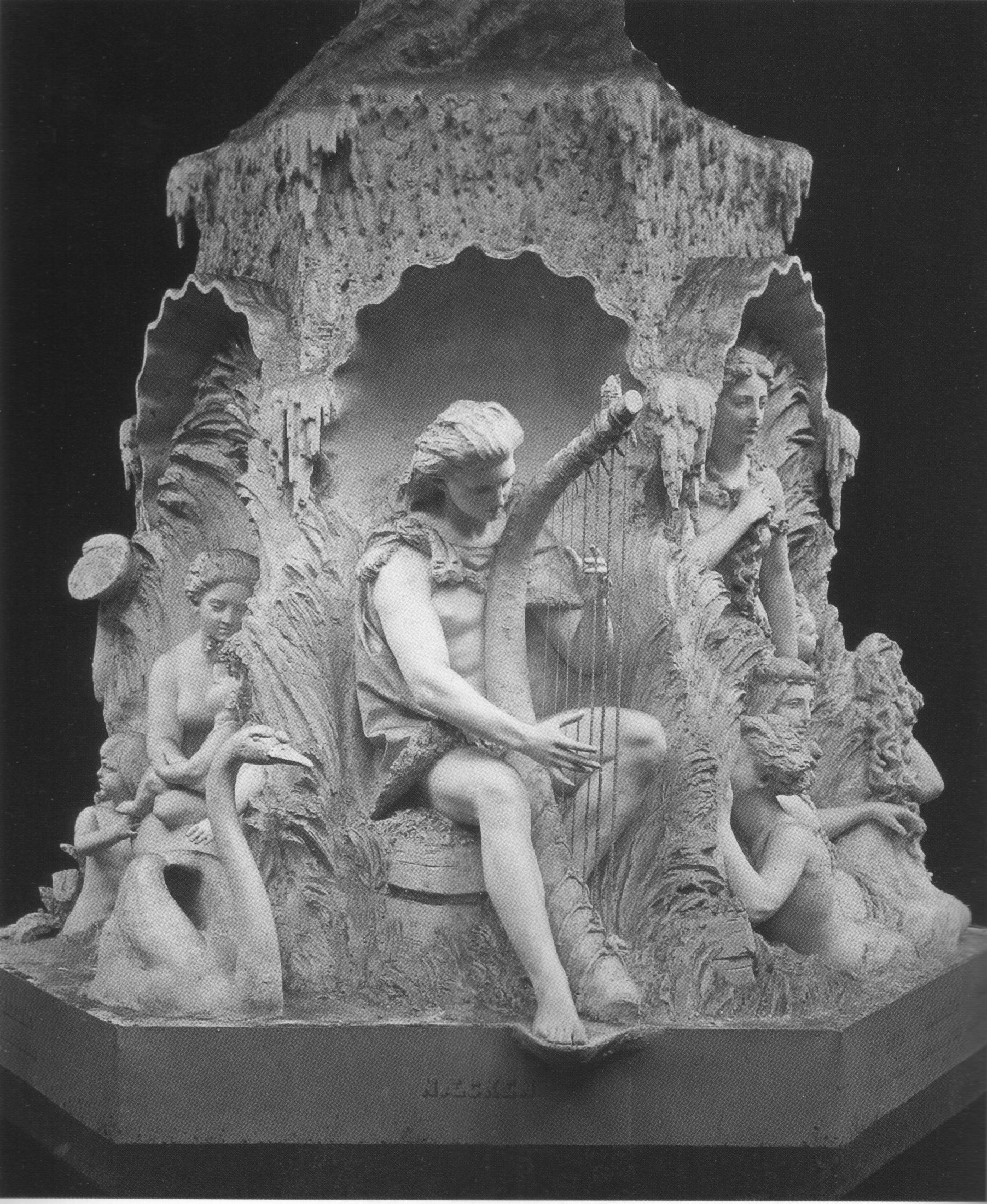
Стокгольмский фонтан Молина, деталь.
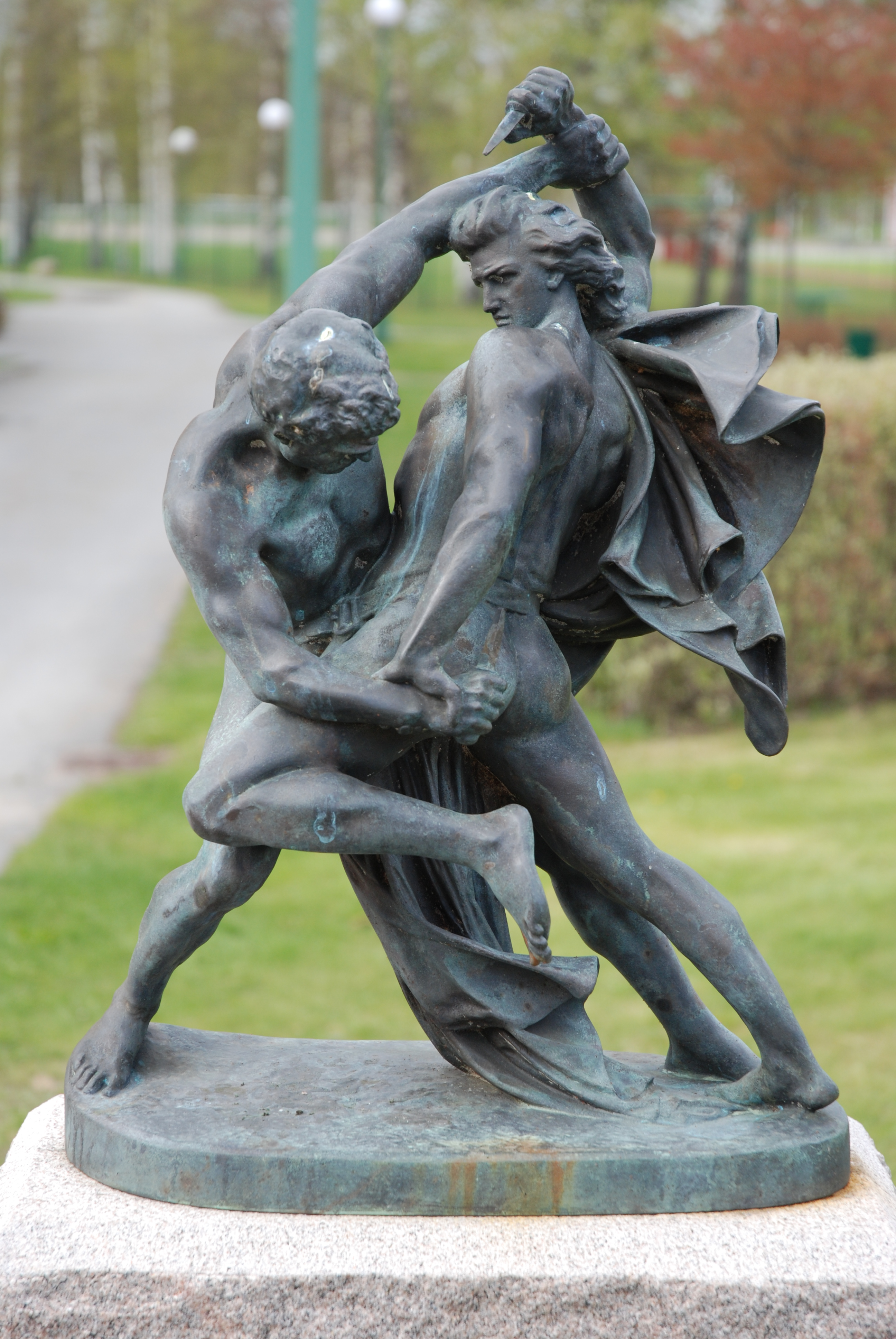
Скульптура «Единоборцы»
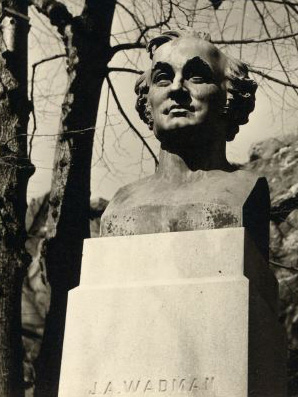
Бюст поэта Юхана Андерса Вадмана
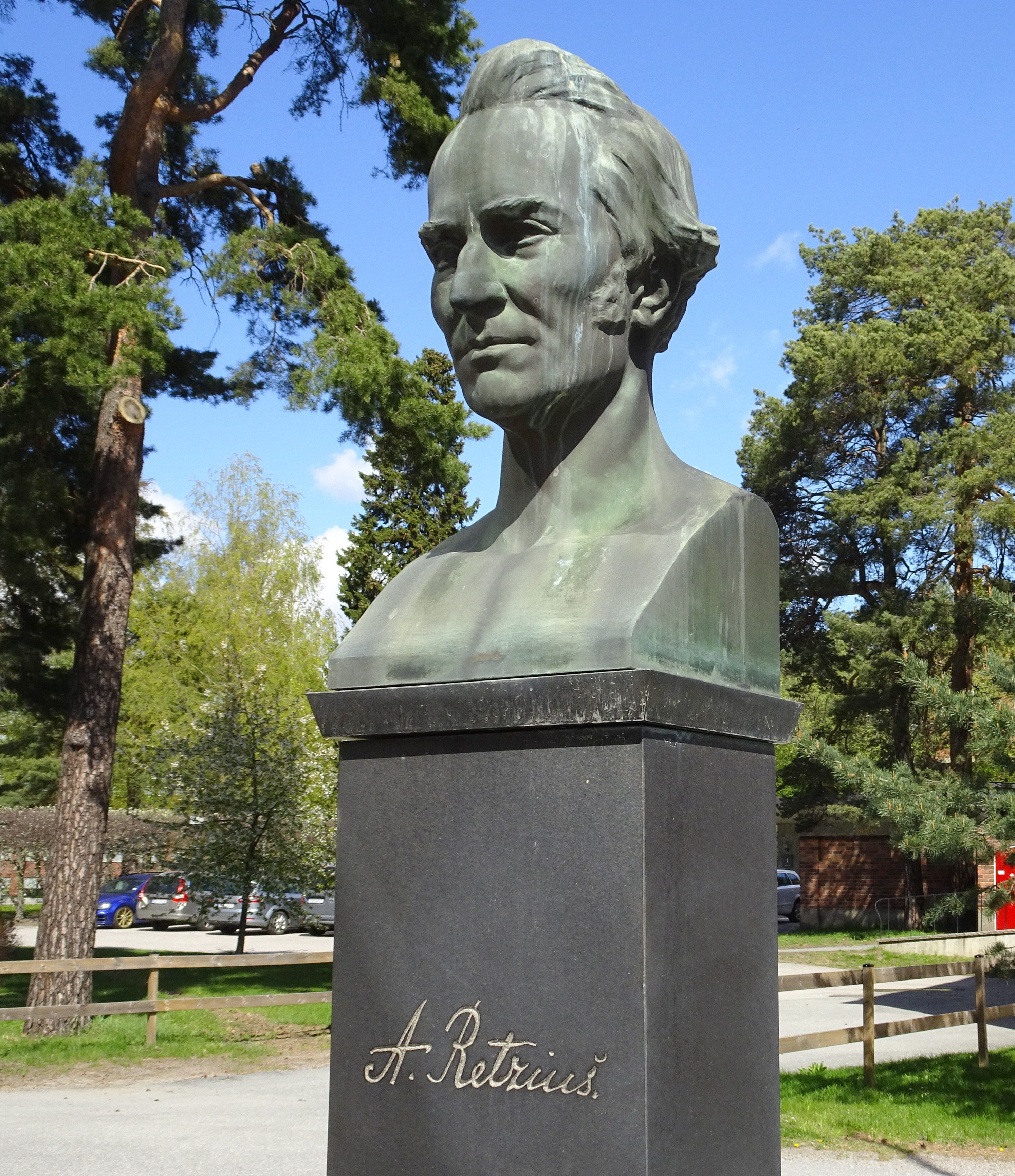
Бюст анатома и антрополога Андерса Ретциуса
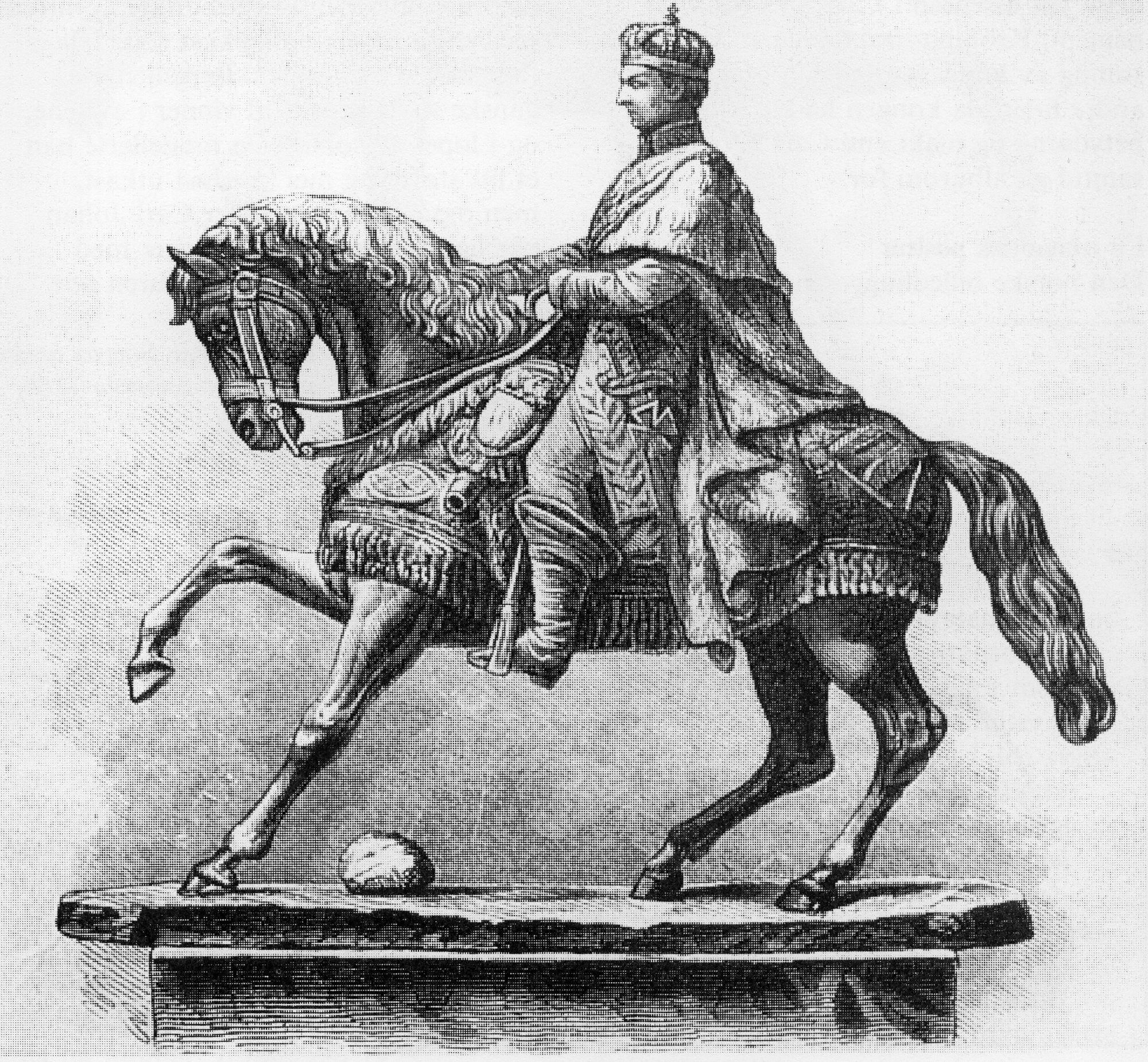
Проект памятника королю Карлу XIV Юхану (маршалу Бернадоту) для города Осло.